# Този луд, луд круиз
„Този луд, луд круиз“ (на английски: One Crazy Cruise) е канадско-американска телевизионна комедия от 2015 г., който е излъчен премиерно по Nickelodeon на 19 юни 2015 г. Режисьор е Майкъл Гросман, сценарият е на Грег Милман, и във филма участват Кира Косарин, Бенджамин Флорес-младши, Сидни Парк, Рио Мангини, Баркли Хоуп, Бъркли Дюфийлд и други. Филмът е заснет във Ванкувър, Канада.

## Актьорски състав
- Кира Косарин – Ели Йенсен-Бауър
- Бенджамин Флорес младши – Нейт Йенсен-Бауър
- Сидни Парк – Пайпър Йенсен-Бауър
- Рио Мангини – Камерън Йенсен-Бауър[1]
- Бъркли Дюфийлд – Сервитьорът
- Седона Джеймс – Мелина
- Кен Тремблет – Райън Бауър
- Карън Холнъс – София Йенсен
- Баркли Хоуп – господин Браг
- Патриша Дрейк – Хос
- Аджай Фрийс – Чуждото момче
- Рами Йосеф – Барнакъл Клоуна
- Коуди Симпсън – себе си
- Форбес Ангъс – Шведски готвач
- Ерика Форест – Чуждото момиче
- Деян Лойола – Чистач

## В България
В България филмът е излъчен по локалната версия на „Никелодеон“ на 22 ноември 2015 г. с нахсинхронен дублаж на български език, записан в студио „Александра Аудио“.
В края на 2022 г. е качен в стрийминг платформата SkyShowtime,  преведен като „Едно лудешко пътуване“.
| Роля            | Изпълнител       |
| --------------- | ---------------- |
| Нейт            | Албена Михова    |
| Камерън         | Златина Тасева   |
| Райън           | Явор Караиванов  |
| Чистача Дейл    | Явор Караиванов  |
| София           | Лина Шишкова     |
| Мелина          | Лина Шишкова     |
| Господин Браг   | Георги Стоянов   |
| Хос             | Светлана Смолева |
| Барнакъл Клоуна | Момчил Степанов  |
| Коуди Симпсън   | Христо Димитров  |
| Шведския готвач | Георги Стоянов   |
| Чуждото момиче  | Милица Гладнишка |